# Hilara azauensis
Hilara azauensis är en tvåvingeart som beskrevs av Straka 1979. Hilara azauensis ingår i släktet Hilara och familjen dansflugor. Inga underarter finns listade i Catalogue of Life.